# Captain Future
Captain Future ist eine US-amerikanische Pulp-Serie von Edmond Hamilton, die von 1940 bis 1944 erschien. Sie wurde in Europa vor allem durch die Captain-Future-Anime-Serie bekannt, die Anfang der 1980er Jahre im Fernsehen ausgestrahlt wurde.

## Der Ursprung der Serie
Die ursprüngliche Serienidee unter dem Titel Mr. Future, Wizard of Science wurde von Mort Weisinger, einem Herausgeber bei Better Publications, während der World Science Fiction Convention 1939 entwickelt. Darin sollte ein mutierter Superheld mit überragenden körperlichen und geistigen Fähigkeiten die Hauptperson darstellen. Als Helfer waren drei Nebenfiguren gedacht: ein Roboter, der von Mr. Future telepathisch kontrolliert wird, eine kristalline Lebensform vom Jupiter sowie ein uralter Mann, der jedes Buch der Welt gelesen hat und sein Wissen als wandelndes Lexikon präsentiert. Damit sollten die damals populären Subgenres Space Opera und Superhelden kombiniert werden. Edmond Hamilton, Hauptautor der Romane, kostete es viel Überzeugungskraft, die Herausgeber von ihren ursprünglichen Ideen abzubringen. Der Titel blieb jedoch am Anfang nahezu gleich: Captain Future, Wizard of Science, änderte sich jedoch später in Captain Future, Man of Tomorrow.

## Grundlagen der Handlung
Captain Futures Eltern waren die Wissenschaftler Elaine und Roger Newton, die von einem Kriminellen namens Victor Corvo verfolgt wurden und deshalb auf den Mond flohen. In einer versteckten Basis unter dem Krater Tycho wollten sie künstliche Wesen erschaffen, die als Helfer der Menschheit dienen sollten.
Begleitet wurden sie auf ihrer Flucht von Simon Wright, einem todkranken, alternden Wissenschaftler, dessen Gehirn vom Körper getrennt und in einen Behälter transferiert worden war, um ihm das Überleben zu ermöglichen.
Gemeinsam erschuf das Wissenschaftler-Trio zuerst den Roboter Grag (sozusagen als Prototyp einer künstlichen Lebensform), dann den Androiden Otho. In der Fernsehserie sind die Zeitangaben nicht eindeutig: In der ersten Folge, Der Herrscher von Megara, ist die Rede davon, dass die Geschichte im Jahr 2200 beginnt. Schon in der zweiten Folge aber spricht Captain Future mit Joan und sagt: „[…] in unserem 21. Jahrhundert […]“. In der Romanserie werden keine Kalenderangaben gemacht, aus diversen Aussagen geht allerdings hervor, dass die Handlung mehrere Jahrhunderte nach dem 20. Jahrhundert spielt. Das ursprüngliche Exposé zu „Mr. Future“ legte die Geburt in das Jahr 1990.
Kurze Zeit nach Curtis Newtons Geburt machte Victor Corvo die verborgene Mondbasis ausfindig und ermordete Curtis’ Eltern. Grag und Otho töteten im Gegenzug Corvo und seine Handlanger. Curtis Newton wuchs auf dem Mond auf und wurde von Simon Wright, Grag und Otho ausgebildet. Volljährig geworden, beschloss er, sich der Verbrechensbekämpfung zu widmen, und nahm deshalb den Namen „Captain Future“ an.
Im weiteren Verlauf der Romanserie trifft Captain Future auf Ul Quorn, den Sohn Victor Corvos, der sich ihm als ebenbürtiger Gegner mit vergleichbaren wissenschaftlichen Fähigkeiten präsentiert.

## Figuren
Im Folgenden werden die wichtigsten Figuren der Erzählungen um Captain Future vorgestellt.
Captain FutureCaptain Future wird in den Romanen Hamiltons als „Hexenmeister der Wissenschaft“ bezeichnet und gilt als der fähigste Wissenschaftler des Sonnensystems. Mit bürgerlichem Namen heißt er Curtis Newton (kurz: Curt).
Prof. Simon WrightDas „lebende Gehirn“ Simon Wright existiert, von seinem Körper getrennt, in einem Spezialbehälter. Sicht, Gehör und Sprache werden durch Sensoren und einen Sprachprozessor ermöglicht. Im Band „Star Trail to Glory“ („Sternstraße zum Ruhm“) stattet Curt den Behälter mit Traktorstrahlen aus und ermöglicht Simon so absolute Mobilität. Da Simon nicht atmen muss, kann er sogar im Weltraum fliegen.
GragGrag, der Roboter, stellt die erste Schöpfung von Captain Futures Eltern dar. Ursprünglich wurde er als kräftig, aber nur von beschränkter Intelligenz beschrieben (weshalb Otho als intelligenterer und vor allem auch menschenähnlicherer Nachfolger geschaffen wurde). In der Fernsehserie jedoch verfügt er über beträchtliche wissenschaftliche Kenntnisse und spielt die Rolle des technischen Praktikers. Grag wird begleitet von seinem Haustier, dem eisenfressenden Mondwesen Yiek.
OthoOtho (in der deutschen Zeichentrickfassung: Otto) ist ein Androide, der sein Erscheinungsbild (u. a. durch temporäre Aufweichung des „Fleisches“ und anschließende Neumodellierung) fast beliebig ändern kann. Er und Grag haben des Öfteren Meinungsverschiedenheiten. Auch Oak, das Haustier von Otho, ist in der Lage, seine Gestalt zu verändern.
Joan RandallJoan Randall (in der deutschen Zeichentrickfassung: Joan Landor) ist eine Agentin der Planetaren Polizei. Offensichtlich empfindet sie eine Menge für Captain Future. Wie aus dem Zusatzmaterial der DVD zu erfahren ist, bekam sie für die Fernsehserie blonde Haare, um moderner zu wirken.
Ezra GurneyMarshall Ezra Gurney (in der deutschen Zeichentrickfassung: Ezella Garnie) ist ebenfalls Mitarbeiter der Planetaren Polizei. Als alter, erfahrener Polizist steht er Captain Future bei den meisten Fällen helfend zur Seite.
Ul QuornUl Quorn (in der deutschen Zeichentrickfassung: Vul Kuolun) ist der Sohn Victor Corvos, des Mörders von Captain Futures Eltern, und somit dessen ärgster Widersacher.

## Das Captain-Future-Universum

### Entstehung erster Zivilisationen
Die Geschichte der Menschheit beginnt im Sonnensystem Deneb, das Ausgangspunkt und Zentrum der ersten galaktischen Kultur war. Die Denebier erforschten das Universum und erschufen für die diversen von ihnen entdeckten Planeten und Monde speziell angepasste Völker, die dort ohne besondere Hilfsmittel wie Gravium-Angleicher leben konnten.
Vor etwa einer Milliarde Jahren erreichte eine Siedlerflotte das Sonnensystem und besiedelte die Welten, die sie dort vorfand. Eine reiche Kultur mit regem interstellarem Verkehr entwickelte sich. Zu jener Zeit gibt es noch keinen Asteroidengürtel. Nach einigen Millionen Jahren kommt es zu einer kosmischen Katastrophe und der interstellare Verkehr kommt zum Erliegen.
100 Millionen Jahre vor der Zeitrechnung beherrschen nur noch die Völker des Mars und Katain die interplanetare Raumfahrt. Auf der Erde und anderen Planeten leben die Nachkommen der Siedlerflotte auf Steinzeitniveau. Katain geht unter, seine Bevölkerung wandert in Richtung Sirius aus. Die Bruchstücke des Planeten bilden den Asteroidengürtel.
Es ist unklar, ob die untergegangene marsianische Hochkultur der sogenannten „Maschinenherren“ ein direkter Abkömmling der zweiten Marskultur ist, oder ob man sie als eigene Hochkultur ansehen muss. Zu Captain Futures Zeiten ist jedoch praktisch nichts mehr von der zweiten Marskultur – geschweige denn der ersten – bekannt.

### Future-Epoche
Das Sonnensystem hat eine einheitliche Regierung mit Sitz in New York. Augenscheinlich war die Erde Ausgangspunkt einer Renaissance und ist derzeit kulturell und politisch führend. Trotz erheblicher wirtschaftlicher Unterschiede – die meisten Jupiteraner und Plutonier leben etwa noch als Bauern und Jäger im Dschungel oder in Eisfeldern – ist die soziale Durchdringung der Völker erheblich. Auf fast allen Posten sind Vertreter aller Völker zu finden.
In der Future-Epoche werden noch weitere Völker entdeckt, so die geflügelten Qualus von Saturn, die Siedler des Mikrokosmos, die Magier auf Styx, die Seemenschen von Neptun und die untergegangen geglaubten Lunarier, denen der Mond Ganymed überlassen wird.
Außerhalb des Sonnensystems gibt es diverse von Menschen bewohnte Systeme, etwa Antares, Fomalhaut, Wega und Sagittarius, deren Bewohner den interstellaren Flug beherrschen und gegenseitigen Handel betreiben. Das Sonnensystem liegt aber weit von diesen entfernt, wurde und wird ignoriert.

### In der Zukunft
Weit in der Zukunft, wenn die Sterne zu erkalten beginnen, haben die Menschen des Sonnensystems eine Epoche der interstellaren Ausdehnung und des Rückzugs hinter sich. Die menschlichen Völker kämpfen einen verzweifelten Krieg gegen die „Kalten“, skelettartige Humanoide, die ohne Sauerstoff auskommen. Die „Kalten“ stellen sich als künstlich geschaffene Menschenrasse heraus, die die anstehende Neugeburt des Universums, die das Überleben der klassischen Menschen sichern wird, nicht überleben wird.

### Völker im Captain-Future-Universum
Trotz teilweise erheblicher Abweichung von den Erdvölkern und anderen sehr humanoiden Völkern wie Marsianern oder Saturniern sind auch die exotischeren Völker wie Merkurianer (Katzeneigenschaften), saturnische Qualus (Flügelmenschen) oder neptunische Seemenschen nur Varianten der denebischen Kolonisten. Marsianer, Erdmenschen und Venusier sind untereinander fruchtbar, allerdings gibt es zu Futures Zeiten trotz des Fehlens eines nennenswerten Rassismus Vorbehalte gegen Mischlinge. Konsequent werden daher alle Völker des Sonnensystems und ihre extrasolaren Verwandten als Menschen bezeichnet, inklusive des Formwandlers Otho.
Nichtmenschliche intelligente Lebensformen sind die Allus, Bewohner eines mehrdimensionalen Universums, welche den dreidimensionalen Kosmos erobern wollen; telepathisch begabte Pflanzen, die den Planetoiden Starfall beherrschen, und die nichtatmenden Extrasolarier, von denen Captain Future die Idee des Schwingungsantriebs übernimmt.

### Technik
Captain Futures Raumschiff, die Comet, ist von ihm selbst konstruiert worden und allen anderen Raumschiffen des Sonnensystems überlegen. Die Comet verfügt über ein kompaktes Labor, das sie zum Forschungsschiff qualifiziert. Außerdem ist sie mit einer Tarnvorrichtung ausgerüstet, die sie als Kometen erscheinen lässt, und mit „Protonenkanonen“ bewaffnet. Erst spät in der Romanserie erhält das Schiff einen Überlichtgeschwindigkeitsantrieb. In der Zeichentrickserie verfügt es außerdem über ein kleines Beiboot, den sogenannten Cosmoliner.

## Buch-Veröffentlichungen

### Die Pulp-Reihe
Die Pulps erschienen vierteljährlich von 1940 bis 1944. Insgesamt brachte es die Serie auf 17 Romane, die, mit drei Ausnahmen, alle von Edmond Hamilton geschrieben wurden. Veröffentlicht wurde Captain Future von Better Publications, die Herausgeber waren Leo Margulies mit Mort Weisinger (1940–1941), von dem die Idee ausging, und Oscar J. Friend (1941–1944). Die Heftreihe war ein Versuch, das beliebte Superhelden-Thema in die Space Opera zu übertragen. Captain Future konnte jedoch nicht als eigenständige Heftserie aufrechterhalten werden, schließlich wurden die Erzählungen im Schwestermagazin Startling Stories veröffentlicht.
Jede Ausgabe des Captain Future Magazine enthielt (neben wenigen anderen Science-Fiction-Storys) einen vollständigen Roman über Captain Future und seine Mitstreiter. Nachdem das Magazin ein Opfer der Papierknappheit im Zweiten Weltkrieg geworden war, erschienen bis 1946 und 1950–1951 gelegentlich weitere Captain-Future-Geschichten in Startling Stories. Ab 1968 wurden einige Captain-Future-Romane als Paperback-Version herausgegeben, zum Teil mit neuen Titeln, dies ist in der Liste entsprechend vermerkt.

### Veröffentlichung der Romane in Deutschland
In den 1950er Jahren veröffentlichte der Erich Pabel Verlag 14 Geschichten in der Romanheft-Reihe Utopia Zukunftsroman bzw. Utopia-Großband unter dem Titel Captain Zukunft. Die Übersetzungen waren teilweise gekürzt. Im Gegensatz zu den späteren Veröffentlichungen wurden zahlreiche Begriffe noch ins Deutsche übertragen, die später unübersetzt blieben.
Von 1981 bis 1984 erschienen 15 Romane als deutsche Lizenzausgabe im Bastei Lübbe Verlag als Taschenbuchreihe; nun unter dem Reihentitel Captain Future. Fünf Romane erschienen damit erstmals in deutscher Sprache; einige der bereits bei Pabel übersetzten Romane erhielten erstmals eine ungekürzte Übersetzung.
Ab 2011 erarbeitete der Golkonda-Verlag eine Gesamtausgabe aller Captain Future-Romane, die auch die Grundlage der seit 2012 erscheinenden Hörbücher darstellte. Den Anfang machten zwei Sammelbände der Captain-Future-Erzählungen aus dem Magazin „Startling Stories“: „Die Rückkehr von Captain Future“ und „Der Tod von Captain Future“, die bis dahin nicht auf Deutsch erschienen waren. Alle anderen Bände erschienen in einer Neuübersetzung. Nach Erscheinen von Band 11 im Jahr 2022 musste die Herausgabe der Gesamtreihe vom Verlag vorzeitig eingestellt werden, weil die Lizenzen von den Rechteinhabern an einen anderen deutschen Lizenznehmer vergeben worden waren und dieser nicht bereit war, Lizenzen an Dritte zu vergeben.

### Überblick
| Autor                               | Originaltitel                                                                                     | Erst- veröffentlichung | Captain Zukunft (1950er) Romanheft-Reihe (Erich Pabel Verlag) | Captain Future (1981–1984) (Bastei Lübbe Verlag) | Captain Future (2011–2022) (Golkonda Verlag)                |
| ----------------------------------- | ------------------------------------------------------------------------------------------------- | ---------------------- | ------------------------------------------------------------- | ------------------------------------------------ | ----------------------------------------------------------- |
| Captain Future Magazine             |                                                                                                   |                        |                                                               |                                                  |                                                             |
| Edmond Hamilton                     | 01 Captain Future and the Space Emperor                                                           | Winter 1940            | –                                                             | Die lebende Legende                              | Der Sternenkaiser                                           |
| Edmond Hamilton                     | 02 Calling Captain Future                                                                         | Frühjahr 1940          | 311 Panik im Kosmos                                           | Kollisionsziel Erde                              | Erde in Gefahr                                              |
| Edmond Hamilton                     | 03 Captain Future’s Challenge                                                                     | Sommer 1940            | 147 Kampf um Gravium                                          | Die Gravium-Sabotage                             | Die Herausforderung                                         |
| Edmond Hamilton                     | 04 The Triumph of Captain Future (später Neuausgabe als Galaxy Mission)                           | Herbst 1940            | 142 Captain Zukunft greift ein                                | Der Lebenslord                                   | Der Triumph                                                 |
| Edmond Hamilton                     | 05 Captain Future and the Seven Space Stones                                                      | Winter 1941            | 151 Diamanten der Macht                                       | Diamanten der Macht                              | Die sieben Weltraumsteine                                   |
| Edmond Hamilton                     | 06 Star Trail to Glory                                                                            | Frühjahr 1941          | –                                                             | Sternstraße zum Ruhm                             | Sternenstraße zum Ruhm                                      |
| Edmond Hamilton                     | 07 The Magician of Mars                                                                           | Sommer 1941            | –                                                             | Der Marsmagier                                   | Der Marsmagier                                              |
| Edmond Hamilton                     | 08 The Lost World of Time                                                                         | Herbst 1941            | 144 Im Zeitstrom verschollen                                  | Im Zeitstrom verschollen                         | Im Zeitstrom verschollen                                    |
| Edmond Hamilton                     | 09 Quest Beyond the Stars                                                                         | Winter 1942            | 153 Gefahr aus dem Kosmos                                     | Die Materiequelle                                | Jenseits der Sterne                                         |
| Edmond Hamilton                     | 10 Outlaws of the Moon                                                                            | Frühjahr 1942          | –                                                             | Das Erbe der Lunarier                            | Verrat auf dem Mond                                         |
| Edmond Hamilton                     | 11 The Comet Kings                                                                                | Sommer 1942            | 349 Im Schatten der Allus                                     | Im Schatten der Allus                            | Die Kometenkönige                                           |
| Edmond Hamilton                     | 12 Planets in Peril                                                                               | Herbst 1942            | 351 Held der Sage                                             | Held der Vergangenheit                           | –                                                           |
| Edmond Hamilton                     | 13 The Face of the Deep                                                                           | Winter 1943            | –                                                             | Planetoid des Todes                              | –                                                           |
| Joseph Samachson als Brett Sterling | 14 Worlds to Come                                                                                 | Frühjahr 1943          | 155 Überfall aus fremder Dimension                            | Invasion der Sverd                               | –                                                           |
| Edmond Hamilton als Brett Sterling  | 15 Star of Dread                                                                                  | Sommer 1943            | 309 Verrat auf Titan                                          | Stern des Grauens                                | –                                                           |
| Edmond Hamilton als Brett Sterling  | 16 Magic Moon                                                                                     | Winter 1944            | –                                                             | –                                                | –                                                           |
| Joseph Samachson als Brett Sterling | 17 Days of Creation (später Neuausgabe als The Tenth Planet mit neuem Pseudonym William Morrison) | Herbst 1944            | 369 Captain Zukunfts letztes Abenteuer                        | –                                                | –                                                           |
| Startling Stories                   |                                                                                                   |                        |                                                               |                                                  |                                                             |
| Edmond Hamilton                     | 18 Red Sun of Danger (später Neuausgabe als Danger Planet)                                        | Herbst 1945            | 305 Die Krypta der Kangas                                     | –                                                | –                                                           |
| Edmond Hamilton                     | 19 Outlaw World                                                                                   | Winter 1946            | 354 Die Radium-Falle                                          | –                                                | –                                                           |
| Manly Wade Wellman                  | 20 The Solar Invasion                                                                             | Herbst 1946            | 307 Der geraubte Mond                                         | –                                                | –                                                           |
| Edmond Hamilton                     | SS01 The Return of Captain Future                                                                 | Januar 1950            | –                                                             | –                                                | Die Rückkehr von Captain Future                             |
| Edmond Hamilton                     | SS02 Children of the Sun                                                                          | Mai 1950               | Kinder der Sonne (1968 zusammen mit anderen Geschichten)      | –                                                | Kinder der Sonne (in: Die Rückkehr von Captain Future)      |
| Edmond Hamilton                     | SS03 The Harpers of Titan (später Neuausgabe als Teil von Doctor Cyclops)                         | September 1950         | –                                                             | –                                                | Die Harfner des Titan (in: Die Rückkehr von Captain Future) |
| Edmond Hamilton                     | SS04 Pardon My Iron Nerves                                                                        | November 1950          | –                                                             | –                                                | Nerven aus Stahl (in: Die Rückkehr von Captain Future)      |
| Edmond Hamilton                     | SS05 Moon of the Unforgotten                                                                      | Januar 1951            | –                                                             | –                                                | Mond der Unvergessenen (in: Der Tod von Captain Future)     |
| Edmond Hamilton                     | SS06 Earthmen No More                                                                             | März 1951              | –                                                             | –                                                | Kein Erdenmensch mehr (in: Der Tod von Captain Future)      |
| Edmond Hamilton                     | SS07 Birthplace of Creation                                                                       | Mai 1951               | –                                                             | –                                                | Wiege der Schöpfung (in: Der Tod von Captain Future)        |
| Asmiov’s                            |                                                                                                   |                        |                                                               |                                                  |                                                             |
| Allen Steele                        | The Death of Captain Future                                                                       | Oktober 1995           | –                                                             | –                                                | Die Rache von Captain Future                                |

Anmerkungen:
1. ↑  Bei US-amerikanischen Pulps war Winter das erste Quartal des Jahres (Winter, Frühjahr, Sommer, Herbst), die erste Ausgabe von Captain Future erschien im Januar 1940.
2. 1 2 3 4 5 6 7 8  Erschien als Utopia Zukunftsroman, geheftet.
3. 1 2 3 4 5 6  Erschien als Utopia Großband. Etwas kleineres Format als die Utopia Zukunftsromane; allerdings mit Klebebindung.
4. ↑  Die Nummern SS01–07 sind Kurzgeschichten, die einige Jahre nach den Romanen spielen.

## Verfilmung
1978 entstand in Japan die Anime-Fernsehserie Captain Future. Sie basiert auf 13 Geschichten der Pulp-Serie und kam in den 1980er Jahren auch nach Europa, wo sie unter anderem in Deutschland im Fernsehen ausgestrahlt wurde.

## Hörspiele und Hörbücher
Zusammen mit der Ausstrahlung der Serie im ZDF erschienen 1980 und 1981 bei Polydor Records zwei Hörspiele zur Serie, bei denen es sich allerdings nur um die unbearbeitete Tonspur der ZDF-Synchronisation handelte. Einen zusätzlichen Erzähler, der nicht sichtbare Ereignisse zum besseren Verständnis beschreibt, gab es nicht.
Zwischen 2012 und 2018 sind 25 „inszenierte Hörbuchfassungen“, auf Grundlage der Neuausgabe der Geschichten und Romane im Golkonda-Verlag, bei Highscore Music (jetzt: Maritim) erschienen. Man griff dabei, soweit möglich, auf die Sprecher der ZDF-Synchronisation und auf die Musik von Christian Bruhn zurück.
Sebastian Pobot, der Produzent der Hörbücher, erklärte nach dem Tod der Sprecher Wolfgang Völz (2018) und Helmut Krauss (2019) sowie aufgrund des sehr hohen Alters von Friedrich Georg Beckhaus und Jochen Schröder, dass er gezwungen sei, nach der bereits produzierten Staffel (Der Triumph) die Lesungen einzustellen, „denn ohne die markanten Stimmen der vielen tollen Sprecher wäre Captain Future nicht mehr derselbe.“ In den letzten beiden Staffeln (Die Herausforderung, Der Triumph) musste bereits Tommi Piper vom zunächst erkrankten und 2018 verstorbenen Wolfgang Völz die Rolle des Otho übernehmen.
| Rolle              | Sprecher                               |
| ------------------ | -------------------------------------- |
| Erzähler           | Helmut Krauss                          |
| Captain Future     | Hans-Jürgen Dittberner                 |
| Otto (Otho)        | Wolfgang Völz Tommi Piper* (seit 2018) |
| Grag               | Friedrich G. Beckhaus                  |
| Prof. Simon Wright | Jochen Schröder                        |
| Joan Landor        | Marie Bierstedt*                       |
| Ezella Garnie      | Klaus Dittmann*                        |

Mit * gekennzeichnete Sprecher weichen von der ZDF-Fassung ab.
The Return of Captain Future (2012)
1. Die Rückkehr von Captain Future
2. Kinder der Sonne
3. Die Harfner des Titan
4. Nerven aus Stahl

Der Tod von Captain Future (2013)
1. Mond der Unvergessenen
2. Kein Erdenmensch mehr
3. Wiege der Schöpfung
4. Der Tod von Captain Future (nur als Download)

Der Sternenkaiser (2014/2015)
1. Tod auf dem Jupiter
2. Die Macht des Sternenkaisers
3. Die Spur
4. Der Platz der Toten
5. Das geheime Wissen der Ahnen

Erde in Gefahr (2016)
1. Bedrohung aus dem All
2. Friedhof der Raumschiffe
3. Die Ankunft des Doktor Zarro
4. Die Straße der Jäger
5. Welt der Illusionen
6. In den Tiefen des Weltraums

Die Herausforderung (2018)
1. Stunde Null
2. Konferenz im Weltall
3. In der Welt der Ozeane
4. Bedrohung aus der Tiefe
5. Gefährlicher Schwindel
6. Kampf unter dem Meer

Der Triumph (2022)
1. Das Elixier des Bösen
2. In der Maschinenstadt
3. Mord auf dem Saturn
4. Eine erstaunliche Verkörperung
5. Im Pilzwald
6. Die Nebellande
7. Die Quelle des Lebens

## Comic
2025 erschien eine Neuerzählung von Captain Future beim Carlsen Verlag auf Deutsch mit 168 Seiten. Die Initiative zu der Neuinterpretation ging von Autor Sylvain Runberg und Illustrator Alexis Tallone selbst aus, die sich mit der Idee an den französischen Verlag Kana wandten, für den das Werk zunächst entstand. Die Motivation war, die Figur, deren Fan sie seit ihrer Kindheit sind, zu modernisieren und als komplexeren Charakter mit Zweifeln und Schwächen zu erzählen. Die Geschichte enthält auch zeitgenössische Anspielungen, so auf die Corona-Pandemie oder die Gefahr für die Demokratie durch Milliardäre wie Elon Musk. Auch die Figur der Agentin Joan Landor, die Runberg in ihrer Version der 1970er als „sehr problematisch, weil sexistisch“ empfindet, wurde verändert: „Hier ist sie wirklich Spezialagentin, mit allen ihren Fähigkeiten.“ Und sie tritt ein für universelle Rechte und die internationale, unabhängige Justiz. Stilistisch orientiert sich der Comic an der Animeserie aus den 1970er Jahren. Niels Beintker beim Bayerischen Rundfunk urteilt: „Die Bilder, die Tallone für das Weltraum-Abenteuer gefunden hat, beeindrucken in Detailfreude und Tiefe. Er hat mit der Feder gezeichnet, schwarz-weiß, auch die Kolorierung (von Annelise Saufeder) ist toll.“ Und: „In einer Zeit, in der auf dem fernen Planeten Erde die Menschenrechte vielfach missachtet werden und in der mehr und mehr die Stärkeren die Politik bestimmen, liest man diese Utopie der Gerechtigkeit aufmerksam. Eigentlich ganz gut, dass Captain Future wieder da ist.“